# Mischocyttarus mutator
Mischocyttarus mutator är en getingart som beskrevs av Zikan 1949. Mischocyttarus mutator ingår i släktet Mischocyttarus och familjen getingar. Inga underarter finns listade i Catalogue of Life.